# آيت مايت
آيت مايت من الجماعات الأربعة التابعة لآيت سعيد في إقليم الدريوش (منذ 2009) في منطقة الريف أحدثت بموجب التقسيم الإداري لسنة 1992، تبلغ مساحتها 101 كلم2. تحد:
ـ شمالا: على جماعة دار الكبداني.
ـ جنوبا: على جماعتي الدريوش وبن الطيب.
ـ شرقا: على جماعتي تزطوطين وأمجاو.
ـ غربا: على جماعتي أمهاجر وتزغين.
ـ جماعة آيت مايت: تتكون من 13 دائرة انتخابية، ويقوم بتسيير شؤونها مجلس يتكون من 13 عضوا، من بينهم الرئيس وثلاثة نواب.
ـ جماعة آيت مايت: تتميز بطقس معتدل، يبلغ معدل التساقطات المطرية فيها حوالي: 250 ميليمتر في السنة. أما فيما يخص درجات الحرارة المسجلة فيها، فتتراوح بين: 7 درجات (الحرارة الدنيا) و32 درجة (الحرارة العليا).
ـ جماعة آيت مايت: مثل باقي الجماعات المشكلة لقبيلة بني سعيد، يغلب عليها النشاط الفلاحي، بالإضافة إلى التجارة.
ـ جماعة آيت مايت: يبلغ عدد سكانها حوالي: 9.000 نسمة.

## التقسيم الإداري
من بين القرى والدواوير المكونة لجماعة آيت مايت نجد:
- أرميلة
- الرصفة
- اعرقاب
- أفاد
- أغام
- أجدير
- عمبر
- إبوعياذن لوطا
- إبوحتاشن
- رطبا
- توونث
- تلاث
- تالا أقشا